# 經典回歸 魔界村
《經典回歸 魔界村》是卡普空开发，并于2021年发行的平台游戏。本作以魔界村系列系列前作《魔界村》及《大魔界村》為藍本製作。遊戲於2020年12月10日的TGA遊戲大獎遊戲發佈會中發表，並宣佈於2021年2月25日在任天堂Switch上發售。
2021年4月16日，卡普空宣佈遊戲將在PlayStation 4、Xbox One及Steam平台推出，於6月1日發售。

## 故事大綱
游戏主角为某王國的王國騎士－「亞瑟」。在瞭望國家的山丘上休息時，仰慕亞瑟的王國公主在山丘上，二人在此地休憩長談。此時發現不明來歷的怪異烏雲正在擴散，王宮突然升起濃煙烈火，烏雲把王宮及地域街道、甚至連王國附近的神樹－「魔珠樹」一同吞噬。在這瞬間同在山丘上的王國公主被帶到魔界，穿著引以為傲的騎士鎧甲的亞瑟奔向魔界，為了拯救王國公主踏上勇闖魔界的旅途。

## 遊戲系統
本作是分別以1985年推出的《魔界村》與1988年推出的《大魔界村》兩款為系列原型基礎，透過現時技術與近代設計構思全新打造的作品。與歷代作品同樣保持橫向卷軸形式重現昔日的經典玩法與內容，收錄別具特色的關卡與個性豐富的敵人，透過操作來體驗以難度見證的緊張刺激的動作通關樂趣。
遊戲一開始亞瑟為穿著鎧甲狀態，此時可以抵擋一次傷害性攻擊，抵擋攻擊完後鎧甲會碎裂成無鎧甲狀態（變成穿條圓點內褲），在無鎧甲狀態再受到一定攻擊後會直接死亡。
本作是系列作品首次將會有難度選項供玩家選擇，但較低的難度亦有一定的困境與挑戰性。亦加入雙人合作模式。

## 外部連結
- （日語）官方网站
- （英文）官方网站
- （中文）官方网站